# 시네맥스

로고.

시네맥스(Cinemax)는 미국의 유료 텔레비전 채널로, 1980년 8월 11일 개국하였다.